# Observatori DESC
L'Observatori DESC (Drets Econòmics, Socials i Culturals) és una plataforma que aplega entitats i persones fundada l'any 1998 amb l'objectiu principal de mostrar, promoure i defensar els drets econòmics, socials, culturals i ambientals —dret a l'habitatge, al treball, a l'educació, a la salut, a l'alimentació— com a drets humans fonamentals en el mateix grau que es troben reconeguts els drets civils i polítics.